# Luigi Pretto
Luigi Pretto (Roveredo di Guà, 25 luglio 1925 – Padova, 13 giugno 2005) è stato un presbitero e dirigente sportivo italiano.
È noto nell'ambiente sportivo padovano e nazionale per essere stato uno degli uomini di punta dell'Unione Sportiva Petrarca.

## Biografia
Contribuì assieme a Fabio Presca e Franco Flamini a fondare presso il Collegio Antonianum dei Gesuiti a Padova la sezione Pallacanestro dell'Unione Sportiva Petrarca.
Nel 1979 fu chiamato a Milano come rettore dell'Istituto Leone XIII.